# تنگه یونی
تنگه یونی (روسی: Юный пролив) یک تنگه آبی در شمال سرزمین کراسنویارسک کشور روسیه است.